# 世界食料デー
世界食料デー（せかいしょくりょうデー、英:World Food Day、WFD）とは、国際連合が定めた世界の食料問題を考える国際デーである。毎年10月16日。1945年10月16日の国際連合食糧農業機関 (FAO) の設立を記念し、1981年に制定された。毎年、国連世界食糧計画 (WFP) や国際農業開発基金 (IFAD) など、食料安全保障の確保に携わる多くの国際機関や組織によって広く祝賀行事や啓発活動が行われている。
世界食料デーには毎年テーマがあり、2016年が「気候変動:食料・農業も適応を」。2017年が「移住者の未来に変革を:食料安全保障と農村開発への投資」。そして2018年のテーマは「2030年までに飢餓のない世界は達成できる」で、これは国連が掲げる持続可能な開発目標（SDGs）の目標2とも繋がっている。

## 起源

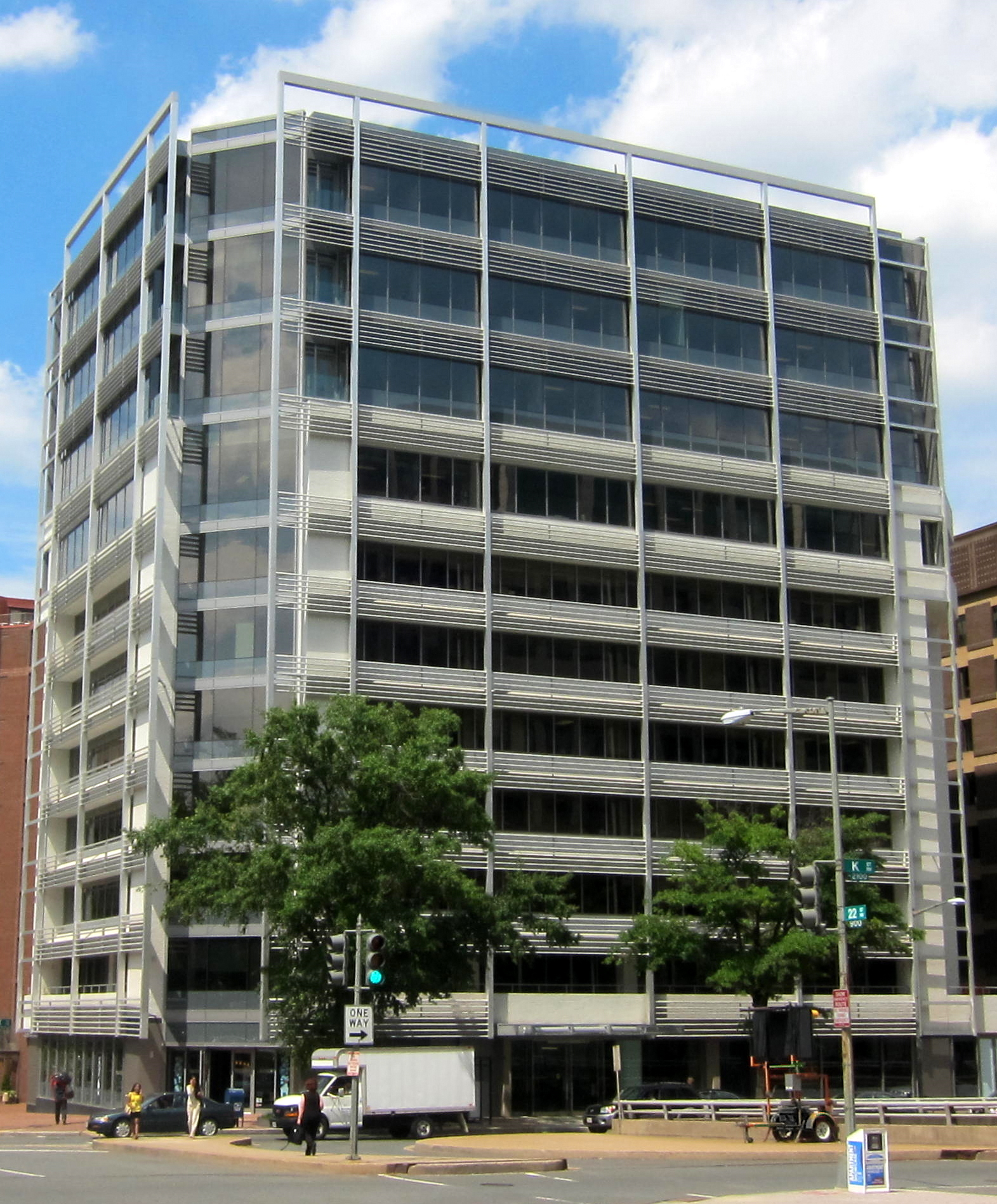
ワシントンD.C.にある、世界食料デーの米国委員会事務所が置かれている建物。

世界食料デーは、1979年11月の第20回FAO総会において、FAO加盟国により創設された。ハンガリー代表団が、自国の元農業食料大臣だったパル・ロマニー博士を率いてこの20回FAO総会で積極的な役割を果たし、世界規模でWFDを祝う考えを提唱した。以来、毎年150カ国以上で、貧困や飢餓の背景にある問題への意識向上が図られている。

### テーマ
1981年以降、世界食料デーはそれぞれ行動が必要とされる分野に焦点を当て、毎年異なるテーマを採用している。
農業への投資やそれに伴う教育と保健への支援だけが、現状を変えうるものである、としてテーマの大半は農業関連のものとなっている。その投資の大部分は民間部門から来るものでなくてはならず、特に民間による投資を促進し刺激するという観点から、公共投資が重要な役割を果たすことになる。
多くの途上国経済における原動力として農業は重要であるにもかかわらず、この分野は投資不足にしばしば悩まされる。農業分野への援助は過去20年間で著しく減少傾向を示している。
- 1981年：食料は最初に必要なもの
- 1982年：食料は最初に必要なもの
- 1983年：食料安全保障
- 1984年：農業における女性
- 1985年：農村の貧困
- 1986年：漁民と漁村
- 1987年：小規模農家
- 1988年：農村の若者
- 1989年：食料と環境
- 1990年：未来のための食料
- 1991年：生命にとっての森林
- 1992年：食品と栄養
- 1993年：自然の多様性を収穫
- 1994年：生命のための水
- 1995年：全ての人に食べ物を
- 1996年：飢えや栄養失調との戦い
- 1997年：食料安全保障への投資
- 1998年：女性は世界をはぐくむ
- 1999年：飢えに対抗する若者
- 2000年：飢えから解放される千年
- 2001年：貧困削減のため飢餓と戦う
- 2002年：水:食料安全保障の資源

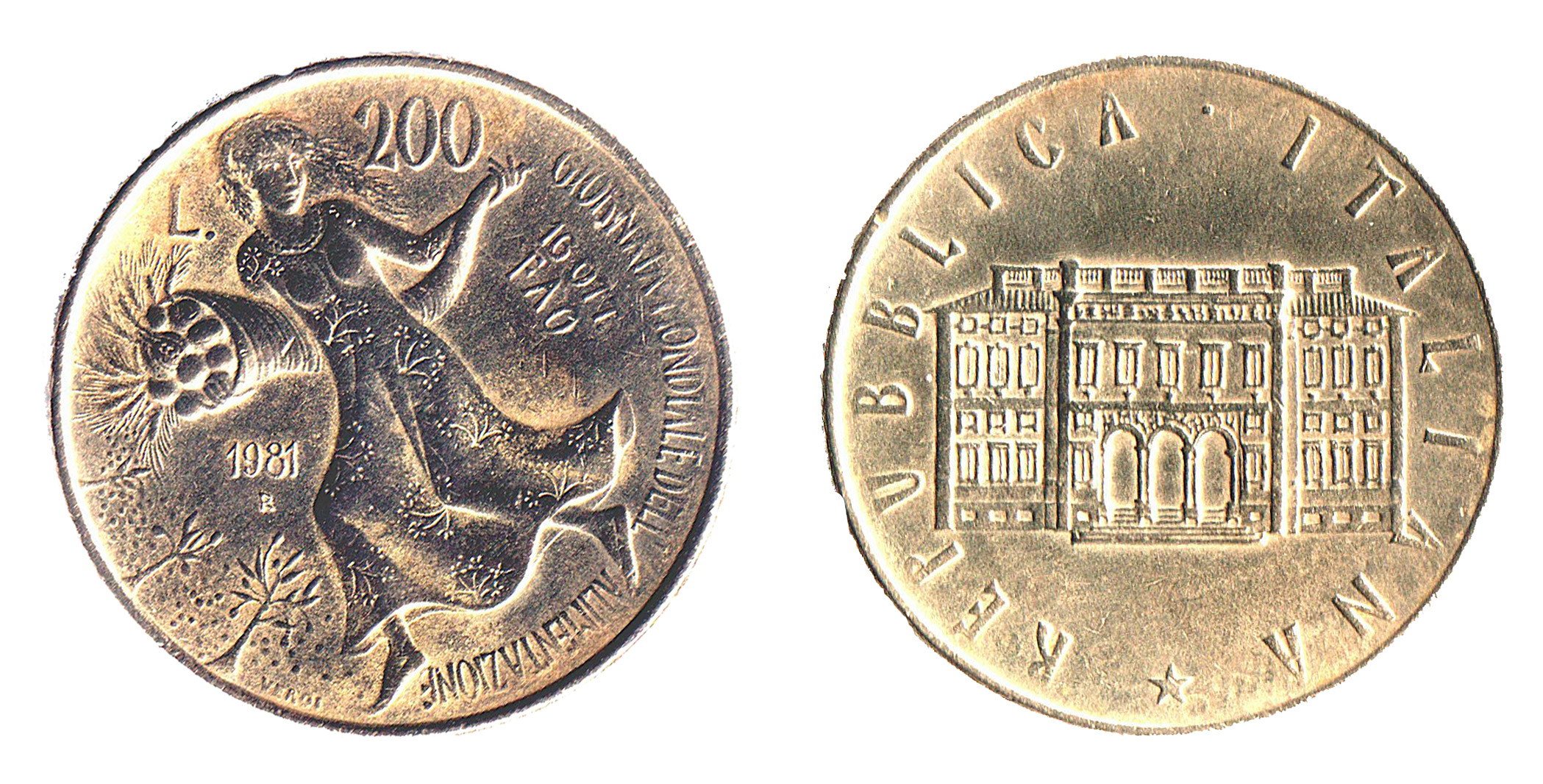
第1回世界食料デーを記念したイタリアのコイン

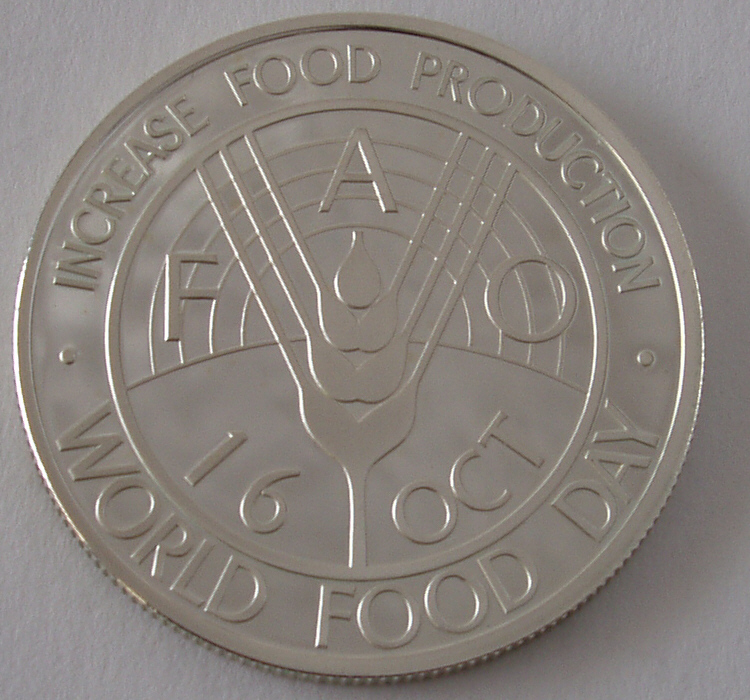
第1回世界食料デーを記念したアフガニスタンのコイン

- 2003年：飢餓に対抗する国際連携[注釈 1]への協力
- 2004年：食料安全保障のための生物多様性
- 2005年：農業と異文化間の対話
- 2006年：食料安全保障のための農業投資
- 2007年：食料への権利（英語版）
- 2008年：世界の食料安全保障:気候変動とバイオエネルギーの課題
- 2009年：危機時における食料安全保障の実現
- 2010年：飢えに対抗する団結
- 2011年：食料価格 - 危機から安定まで
- 2012年：農業協同組合 - 世界を養っていく鍵
- 2013年：食料安全保障と栄養のための持続可能な食料システム
- 2014年：家庭農業:世界に食料を与え、地球を気遣う
- 2015年：社会保護と農業:農村貧困の悪循環を断つ
- 2016年：気候変動:食料や農業も適応を
- 2017年：移住者の未来に変革を:食料安全保障と農村開発への投資
- 2018年：2030年までに飢餓のない世界は達成できる：私たちのアクションが未来をつくる
- 2019年：健康的な食料 - #飢餓ゼロ：私たちのアクションが未来をつくる
- 2020年：育み、食べ、持続する。皆と共に
- 2021年：健康的な明日のため、いま安全な食料を
- 2022年：誰も置き去りにはしない
- 2023年：水は命、水は食料。誰も置き去りにしない
- 2024年：食料への権利、より良い生活と未来のために

## イベント
150カ国以上で、世界食料デーにイベントが実施される。近年実施されている各国の例は次の通り。

### 米国
1982年の初の世界食料デー以来、米国では毎年世界食料デーに関する行事が行われている。米国におけるこの努力は、官民合わせて450のボランティア組織による支援で成り立っている。世界食料デーのイベントの一例としては、オックスファム・アメリカが他のいくつかの非営利団体と共催する世界食料デーの「日曜ディナー」がある。名誉退職した大主教デズモンド・ムピロ・ツツと作家フランシス・ムア・ラッペが世界食料デーの日曜ディナーを促進するため、オックスファム・アメリカに協力している。2007年以降、デモイン (アイオワ州)では世界食料デーまたはその近日にアイオワ・ハンガー・サミットが開催され、年1回のシンポジウム（研究報告会議）とともに世界食糧賞の選考が実施される。

### 欧州
イタリアでは、省庁、大学、研究機関、国際機関、NGOが様々な展示会やシンポジウムを開催している。2005年にイタリアの農林水産省は、農村地域にいる女性の権利に焦点を当てた会議を開催した。
ドイツでは、連邦食糧・農業省が記者会見を通して全てに携わっている。スペインではテレビ局が放送イベントを行っていて活動的である。 FAO親善大使であるスペインサッカー界の至宝ラウル・ゴンサレスがイベントに参加して、自国の食料安全保障問題に注目してもらう手助けを行っている。 
イギリスの食品グループは、会見やメディア放送を通じて積極的に活動している。東ヨーロッパの経済新興国（例えばアルバニア、アルメニア、クロアチア、チェコ、ジョージア、ハンガリー、マケドニア、モルドバ、セルビア・モンテネグロ、スロバキア共和国）ではさまざまな活動が実施されている。 
ハンガリーでは、著名な専門家がハンガリー農業博物館とFAOに提案を行い、FAO準地域の代表によってWFDメダルが有名なハンガリーの専門家に授与された。
教皇ヨハネ・パウロ2世とベネディクト16世は、聖座を代表して、世界食料デーに食料生産者および消費者に宛てた年次メッセージを送っている。

### アフリカ

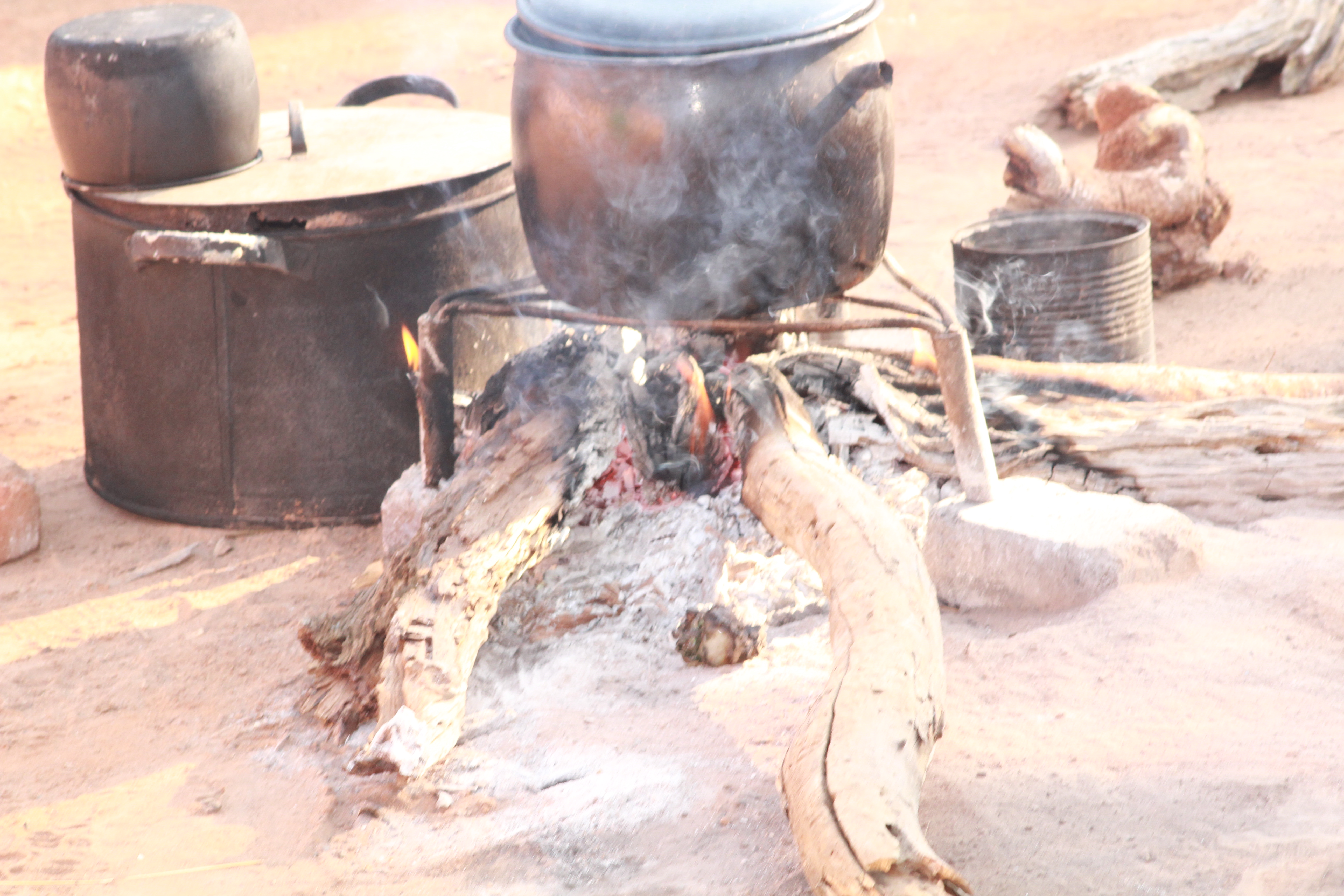
ボツワナでの、世界食料デーの祝賀

アンゴラ は2005年に農村女性の第4回フォーラムを通じて世界食料デーを祝い、ブルンジ では食料生産に関する象徴的な例を供給するために第2副大統領がジャガイモを植えた。中央アフリカ共和国では、世界食料デーに合わせて大統領がボダで橋の開通を行い、農業生産地域をよりアクセスしやすくした。
チャドでは、劇場、映画、民族舞踊、プロジェクトサイトへの訪問、農業会社の訪問などで、何千人もの人々が議論や活動に参加している。
ガーナでは、食糧農業省が食料安全保障会議を主催し、ナミビアは国内メディアを通じて啓発キャンペーンを実施している。
ボツワナでは、2017年10月19日にカラカマティ農場で開催された世界食料デーの記念式典で、国立食料技術研究所が近頃の製品とサービスを展示した。
エジプトは栄養問題に関するフォーラムを開催している。モロッコとチュニジアではセミナーと展示会が開催される。 
ナイジェリアでは、食料供給計画（例えばフードバンク・ナイジェリア）に関与する組織と個人が、食料生産の利害関係者（農業関連産業、卸売業者、自治体ベースの組織など）と連携して食料安全保障の課題に取り組む。例えば、2009年以来、北部ナイジェリアは不安定である。人道組織アクション・アゲンスト・ハンガー（AAH）によると、ナイジェリア北東部での人道危機が進行中かつ深刻化して150万人以上が流浪しており、400万人が切実な食料不確保を経験し、人道的援助を必要としている。2010年以来、AAHは食料不確保によって起こる致命的な栄養失調に対処するべく、「国の機関」と「地域社会」の両方と協力で活動を行っている。

### アジア

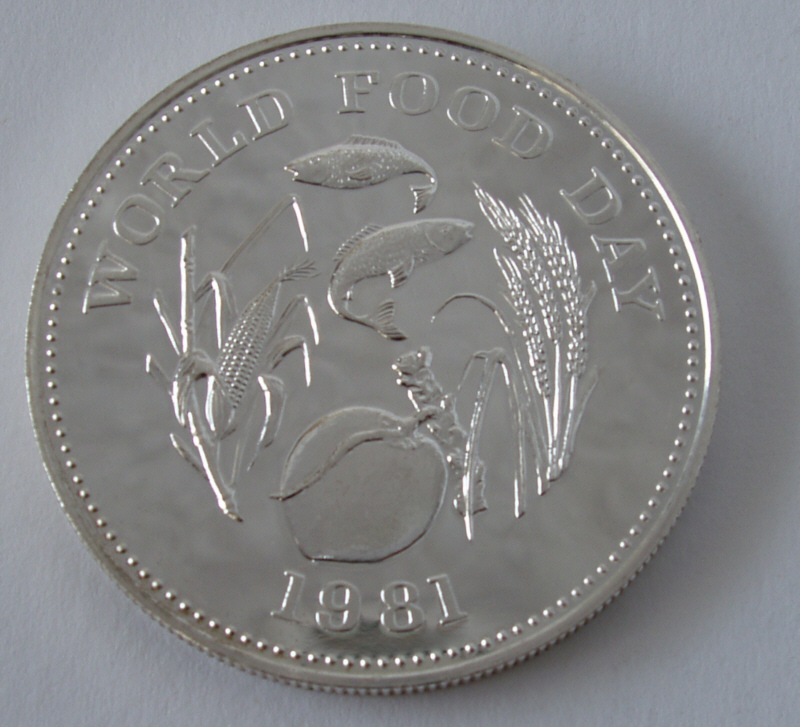
世界食料デーを記念したフィリピンのコイン

インドでは、世界食料デーを祝賀するイベントはまだ行われていない。
バングラデシュ政府は食料祭の開催を通して関与を行っている。中国では2005年に、様々な少数民族が住む曲靖市で、農業省と曲靖市政府による記念式典が行われ、多数の政府高官が参加している。
朝鮮民主主義人民共和国では、セミナーが開催され、様々なプロジェクトサイトへの訪問がされている。 インドネシアの農業省は過去に西ジャワ州バンドンで主要食品博覧会を開催しており、バリ島ではNGOの農民および漁民ワークショップが開催された。
アルメニアでは、農業省、NGO団体、アルメニア国立農業大学、提供者（生産者）共同体、国際機関、マスメディアが世界食料デーの式典に参加している。 アフガニスタンでは、省庁の代表者、大使館員、国連機関、国際金融機構、国内外のNGO、FAO職員が世界食料デーの式典に出席する。
キプロスでは、小中学校で特別の式典が行われ、教師が世界食料デーの重要性を説明している。
パキスタンでは、MAPS（Mentor Amiable Professional Society）という名の協会が、貧困層や困窮者たちに食料を提供することで世界食料デーを祝い、ワークショップを組織して食料の重要性を伝えている。
フィリピンでは2015年10月16日、作家で起業家のウィルソン・リー・フロールズが、ケソン市の一角にある自らのカフェ（Kamuning Bakery Cafe）で超党派のフォーラムを開き、「世界食料デー」の祝賀を始めた。彼のほかフェリペ・ゴゾン（GMAネットワークの会長）、ソニー・アンガラ上院議員、俳優のディンドン・ダンテスといった有名人が、都市部の貧困家庭に3万個の「プゴン」やレンガの石窯で焼いたパンをはじめとするプレゼントを贈った。2016年に、彼はこの市民プロジェクトをケソン市の副市長やフィリピン華僑慈善団体の幹部といった著名人と再び実施し、さらに都市部の貧困家庭に向けた無料の医療ミッション（歯科、眼科）も追加した。
2017年10月16日、フロールズは都市部の貧困家庭のためにプゴンで焼いたパンほか食料プレゼントを5万個に増やし、歯科と眼科の無料医療ミッションも10月8日と29日に実施した。この3回目の「世界のパンデサルの日」の特別ゲストには、フィリピン副大統領のレニー・ロブレドをはじめ、最高裁判所長官やフィリピン国家警察の高官が参加した。
日本では、毎年10月16日が世界食料デーだと告知されることは殆どなく（全国紙の新聞ですら報じない）、この日に関連イベントを放送するメディアも皆無に等しい。150カ国以上で祝賀イベントが行われているにもかかわらず、日本ではこの国際デーへの関心が薄い状況にある。

### 南米
チリでは、現地特産食料品の展示会が地域コミュニティによって準備される。
アルゼンチンでは、政府の高官、学者、国際機関、報道機関の職員が主要式典に参加する。 メキシコでは2005年に、市民団体と学生の関与と支援があって、「飢餓のないメキシコ」に向けた国家キャンペーンが実施された。
キューバでは、生産者が農業フェアで展望や経験談を交換できるようになっている。 メディアは、世界食料デーの啓発キャンペーンを強く支持している。
ベネズエラでは、イベントの全国放送が行われている。